# Армения и Таможенный союз ЕАЭС
Армения — полноправный участник Таможенного союза ЕАЭС (как член ЕАЭС).

## Хронология
Хронология вступления страны в TС выглядела следующим образом. Несмотря на то, что апреле 2012 года премьер-министр Армении Тигран Саркисян высказал мнение, что присоединение страны к ТС «в экономическом смысле… нецелесообразно» и Армения ищет «формы сотрудничества без Таможенного союза», 3 сентября 2013 года Президент Армении Серж Саргсян объявил о решении республики вступить в Таможенный союз. Несмотря на то, что в Армении имелись противники вступления страны в ТС, их позиции оценивались как относительно слабые. В результате, 6 ноября 2013 года Армения подписала меморандум, положивший начало процессу вступления Армении в ТС.. 28 ноября страна отказалась от подписания договора об экономической ассоциации с ЕС, хотя её представители и ездили в Вильнюс в рамках программы Восточного партнёрства. 24 декабря 2013 года в Москве планировалось подписание главой Армении дорожной карты по вступлению страны в Таможенный союз. 10 октября 2014 года было подписано соглашение о том что 1 января 2015 года Армения присоединится к Евразийскому экономическому союзу, и таким образом автоматически станет частью ТС. Планировалось, что после присоединения к Евразийскому экономическому союзу производители из Армении смогут занять нишу плодоовощной и винодельческой продукции, которую на российском рынке ранее занимала Молдавия.

## Экономические перспективы
В целом, основными причинами вступления в ТС являлись не экономические, а геополитические. Между Россией и Арменией союзнические отношения. Армения находится в состоянии перманентной войны с Азербаджаном. Однако, назывались и экономические причины вступления Армении в ТС, в частности, указывались более выгодные экономические перспективы по сравнению с ЕС. Рост экономики стран ЕАЭС уже давно контрастировал с долговременной рецессией в ЕС, что является обычной ситуацией для стран с развитой экономикой. При этом уровень роста экономик стран ЕАЭС значительно ниже многих других развивающихся стран (для сравнения: рост экономик Китая и Вьетнама составляет не менее 6,5 %/год, в то время как рост самой стабильной экономики ЕАЭС — Казахстана — составляет примерно 4 %/год). Утверждалось, что ещё до вступления в ЕАЭС страна получила ряд важных скидок: новое соглашение с Россией позволяло на пять лет сохранить цены на газ для Армении в районе 6 (вместо 8,6) рублей за кубометр, а также получать алмазы и нефтепродукты без наценок. Указанные преимущества по цене на газ фактически не соответствуют действительности: стоимость российского газа для Армении значительно превышает цену иранского газа, однако, российские власти фактически блокируют для Армении возможность ведения переговоров с Ираном. Кроме того, весь газ, поставляемый Армении, формально приобретается компанией «Газпром Армения», которая затем перепродают газ населению по значительно более высокой цене. Так, например, стоимость контрактного газа для «Газпром Армения» с января 2020 года составляет $165 за тысячу кубометров (10 руб./куб.м по курсу доллара в январе или 12 руб./куб.м по курсу в мае 2020 года), в то время как населению в мае 2020 года газ реализовывался по цене 140 драм/куб.м, что в российской валюте соответствует 21 руб./куб.м.

## Макроэкономический фон
Помимо обобщённых представлений о пользе и выгоде вступления страны в ТС в противовес вступлению в зону свободной торговли (ЗСТ), макроэкономические тенденции последних лет складывались явно не в пользу последней. ЗСТ представляло собой весьма гетерогенное образование, которое продолжает испытывать трудности с финансово-экономической и политической итеграцией целого ряда периферийных стран Южной и Восточной Европы. В отличие от стран ТС, экономика которых отличалась динамичным ростом за счёт расширения внутреннего спроса, темпы роста экономики ЕС были низкими и постепенно свелись к нулю. При этом ряд членов блока находились в стадии долговременной рецессии и испытывали трудности с массовой безработицей.
| Рост ВВП, % к пред. году | 2005 | 2006 | 2007 | 2008 | 2009  | 2010 | 2011 | 2012 | 2013 | 2005—2012 |
| ------------------------ | ---- | ---- | ---- | ---- | ----- | ---- | ---- | ---- | ---- | --------- |
| Еврозона                 | 1,7  | 3,2  | 3,0  | 0,4  | −4,4  | 2,0  | 1,4  | −0,6 | —    | 6,7       |
| Евросоюз                 | 2,1  | 3,3  | 3,2  | 0,3  | −4,3  | 2,1  | 1,6  | −0,3 | —    | 8,1       |
| Казахстан                | 9,7  | 10,7 | 8,9  | 3,2  | 1,2   | 7,3  | 7,5  | 5,5  | 5,1  | 68,1      |
| Россия                   | 6,4  | 7,7  | 8,1  | 5,6  | −7,9  | 4,5  | 4,3  | 3,4  | 1,4  | 35,8      |
| Белоруссия               | 9,4  | 10,0 | 8,6  | 10,2 | 0,2   | 7,7  | 5,5  | 1,5  | 1,1  | 66,4      |
| Украина                  | 2,7  | 7,3  | 8,1  | 2,1  | −14,8 | 4,1  | 5,2  | 0,2  | −1,2 | 13,7      |